# Eotetranychus fagi
Eotetranychus fagi är en spindeldjursart som först beskrevs av Zacher 1922.  Eotetranychus fagi ingår i släktet Eotetranychus och familjen Tetranychidae. Inga underarter finns listade i Catalogue of Life.